# François Tilly (marin)
Pour les articles homonymes, voir Tilly.
Ne doit pas être confondu avec Félix Tilly, autre Compagnon de la Libération
François Tilly, né le 4 juillet 1910 à Morlaix dans le Finistère, mort le 16 avril 1983 à Limoges, est un officier et ingénieur mécanicien de la Marine marchande. Pendant la Seconde Guerre mondiale, il s'engage dans la France libre et sert tour à tour dans les Forces navales françaises libres, dans les Forces aériennes françaises libres et dans les Forces françaises libres terrestres. Il se distingue particulièrement dans la campagne d'Italie et la bataille d'Alsace. Il est Compagnon de la Libération.

## Biographie
François Tilly naît à Morlaix dans le Finistère le 4 juillet 1910. Il entre à 17 ans dans la Marine marchande, en 1927, comme élève mécanicien. Il sert sur différents navire, embarque notamment sur le Normandie en 1934 en tant qu'assistant mécanicien. Il devient chef mécanicien en 1938, et ingénieur mécanicien de 3e classe en 1939.
Au début de la Seconde Guerre mondiale en septembre 1939, François Tilly est mobilisé en tant qu'ingénieur mécanicien. Il est affecté à la défense du Havre, puis volontaire pour aider au départ lors de l'évacuation. Resté seul, il démolit un cargo abandonné et ouvre le feu sur une avant-garde allemande.
Ayant eu connaissance de l'Appel du 18 Juin par le général de Gaulle, il choisit d'y répondre et s'embarque le lendemain 19 juin pour l'Angleterre. Il œuvre alors pour les services secrets britanniques, jusqu'en novembre 1940. Dans les Forces navales françaises libres, il embarque comme ingénieur mécanicien sur le cuirassé Courbet jusqu'en février 1941. Chargé alors d'assurer la formation de mécaniciens sur corvettes et avisos, il crée en février 1941 une école de mécaniciens et chauffeurs, et dirige leur formation sur trois navires jusqu'en avril suivant,.
Tilly passe ensuite dans l'armée de l'Air et exerce d'avril à novembre 1941 comme responsable de réparations sur les avions français en Angleterre. Après trois mois comme chef des machines du navire la Renoncule, il est nommé à partir de mars 1942 au Groupe de chasse Île-de-France (GC Ile-de-France), ou « squadron 240 », et prend part aux premiers vols de cette unité. Il y dirige le service moteur et la cellule armement, et se porte volontaire pour trois missions spéciales qu'il réussit. Chargé ensuite de la formation technique, il dirige l'école technique d'Emsworth à partir de janvier 1942 puis forme aux États-Unis le personnel technique français.
Préférant rejoindre une unité combattante, il est nommé au 1er régiment de fusiliers marins qu'il rejoint le 18 avril 1944 dans la campagne d'Italie où il commande en second le 4e escadron du 1er RFM. Il s'illustre au Monte Leucio le 24 mai 1944, puis est blessé par un obus deux semaines plus tard. Rétabli, il prend le 18 juin la place d'un chef de peloton tué et stoppe une contre-attaque ennemie en maintenant sa position sur un carrefour stratégique.
Tilly participe ensuite au débarquement de Provence en août 1944, à Cavalaire, et à la campagne pour la libération de la France. Il s'illustre à plusieurs reprises lors de la bataille d'Alsace. Commandant un sous-groupement blindé, il contribue le 24 et le 26 novembre à la prise du ballon d'Alsace ; le 28, il prend le commandement du groupement blindé en remplacement du commandant, et libère deux villages en capturant de nombreux Allemands, malgré une forte défense ennemie ; le lendemain, il s'empare de deux autres localités et termine de libérer la vallée de la Doller, jusqu'à Masevaux. Il continue à commander le groupement jusqu'à la fin de la guerre.
Il est créé Compagnon de la Libération par le décret du 7 mars 1945.
Après la guerre, il reprend son activité dans la Marine marchande, et devient ingénieur mécanicien principal. Il se retire ensuite en Dordogne, où il est maire de Jumilhac-le-Grand.
François Tilly meurt le 16 avril 1983 à Limoges, où il est enterré.

## Distinctions
- Commandeur de la Légion d'honneur[4].
- Compagnon de la Libération par décret du 7 mars 1945[5].
- Croix de guerre 1939–1945, quatre citations.
- Médaille de la Résistance française avec rosette, par décret du 31 mars 1947[6].
- Commandeur de l'ordre du Mérite maritime.
- Médaille commémorative des services volontaires dans la France libre.